# Antióquide (hermana de Antíoco III el Grande)
Antióquide II (en griego antiguo: Ἀντιοχίς) fue una princesa helenística de la dinastía seléucida. Era hija de Seleuco II Calinico, rey de Siria (246-226 a. C.), y de Laódice II. 
Después de la expedición militar de su hermano Antíoco III el Grande, se casó en el 212 a. C., con el dinasta Jerjes de Armenia que reinaba sobre la Sophene desde su capital de Arsamosata y que era vasallo de los seléucidas. Habría envenenado poco después a su esposo.

## Literatura
- The Five Post-Kleisthenean Tribes (Fred Orlando Bates)